# Blutrote Rosen
Blutrote Rosen ist ein von Hermann Hünemeyer (Musik) und Alfred Krönkemeier (Text) geschriebener Schlager aus dem Jahr 1929. Erfolgreich eingespielt wurde der Foxtrott am 21. August 1929 von Marek Weber und seinem Orchester, gesungen wurde das Lied von Austin Egen und es wurde von Electrola veröffentlicht. Im Erscheinungsjahr 1929 und in direkter Folge erschienen mehrere Orchesterversionen und Interpretationen des Liedes, wie etwa von Max Mensing (Beka) und Leo Monosson (Schallplatte Grammophon).

## Trivia
Das Lied kommt im Film Der Untergang vor und ist im Soundtrack des Films enthalten.